# Маккейн, Синди
Си́нди Лу Хе́нсли Макке́йн (англ. Cindy Lou Hensley McCain; род. 20 мая 1954) — американская предпринимательница и общественная деятельница. Вдова сенатора Джона Маккейна.

## Биография
Родилась 20 мая 1954 года в Финиксе, Аризона. Единственный ребёнок в семье. В 1968 году завоевала титул «королевы родео» в группе юниоров, получила в университете Южной Калифорнии степень бакалавра искусств по педагогике и магистра искусств — по специальной педагогике. Преподавала детям с особенностями развития до 1980 года, когда вышла замуж за Джона Маккейна. В 1988 году, став матерью троих детей (четвёртого ребёнка семья усыновила позднее), основала благотворительную организацию American Voluntary Medical Team для оказания медицинской помощи нуждающимся в странах третьего мира. В 2000 году возглавила совет директоров унаследованной от отца компании Hensley & Co., одного из крупнейших дистрибьюторов пива Anheuser-Busch.
Активно участвовала в политических кампаниях своего мужа, в том числе в 2008 году, когда тот боролся за пост президента. В частности, именно она публично обвинила Барака Обаму, что он провёл «самую грязную кампанию в американской истории», а также в том, что на посту сенатора он отказал в поддержке американским солдатам в Ираке (Обама голосовал против финансирования американской военной группировки). В этой связи Маккейн заявила: «В тот день, когда сенатор Обама решил отдать голос за отказ в финансировании моего сына, когда тот находился на службе, всё моё тело пронзил холодный озноб». Кроме того, она управляла компанией с капиталом 100 млн долларов и объездила по делам своих филантропических организаций множество стран, включая Анголу, Шри-Ланку, Индию, Камбоджу, Вьетнам, что давало её сторонникам право называть её достойным кандидатом на исполнение функций первой леди США.

## Личная жизнь
В 1994 году прекратила участие в медицинской благотворительности, признав зависимость от обезболивающих, которые получала в том числе от врачей в её благотворительных организациях. В 2004 году перенесла инсульт, от последствий которого полностью восстановилась.
Дети: Меган (род. 23 октября 1984), Джон Сидни IV (Джек; род. 2 мая 1986), Джеймс Хенсли (Джимми; род. 21 мая 1988) и Бриджит Лила (род. 21 июля 1991; приёмная).

## Награды
Синди Маккейн была включена в Зал славы женщин Аризоны в 2019 году.